# Β衰变

β^{-}衰變（Beta-minus decay）示意圖

β衰變，是一種放射性衰變，為原子核內核子種類的轉換過程。放射性核素發生β衰變時，原子核會放出β粒子（即電子或正電子）和微中子，且衰變後原子的質量數不變，但原子序及中子數會發生改變。β衰變根據其衰變過程、釋出的輻射和衰變產物的不同，可分為“负β衰变”和“正β衰变”兩種。此外，電子俘獲有時也被視為β衰變的一種。

## 歷史
1896年，亨利·贝克勒发现铀的放射性；1897年，欧内斯特·卢瑟福和约瑟夫·汤姆孙通过在磁场中研究铀的放射线偏转，发现铀的放射线有带正电，带负电和不带电三种，分别被称为α射线，β射线和γ射线，相应的发出β射线衰变过程也就被命名为β衰变。
1957年，美籍華裔物理學家吴健雄用钴-60的β衰变实验证明了在弱相互作用中的宇称不守恒。

## 概念
β衰變可分為三種類型：放出电子的称为“负β衰变”（β-衰變），放出正电子的称为“正β衰变”（β+衰變），以及吸收電子的逆β衰變。在负β衰变中，核内的一个中子转变为质子，同时释放一个电子和一个反電中微子；在正β衰变中，核内的一个質子转变成中子，同时释放一个正电子和一个電微中子。此外电子俘获也是β衰变的一种，称为“电子俘获β衰变”或“逆β衰变”。
由於β衰變前後，原子核的質量數沒有發生變化，因此β衰變的母核及子核互為同量素。
因为β粒子就是电子，而电子的质量遠小於原子核的质量，所以一个原子核放出一个β粒子后，它的质量只略為減少。β衰变中放出的β粒子能量是连续分布的，但对每一种衰变方式有一个最大的限度，可达几百万电子伏特以上，这部分能量由中微子带走。

### β-衰变
在β-衰变中，弱交互作用使得原子核内的一个中子转变为质子，同时放出一个电子（
e−
）和一个反電中微子（
ν
e）。衰變產生的子核之質量數（A）不變，但原子序（Z）增加了1個單位。其通式如下：
A
ZX
 → A
Z+1Y
 + 
e−
 + 
ν
e
大部分擁有過量中子的放射性核種都以β-衰變模式進行衰變。例如碳-14衰變為氮-14的過程可以下式表示：
14
6C
 → 14
7N
 + 
e−
 + 
ν
e
另一個例子是自由中子（1
0n
）衰變成質子（
p
），反應過程如下式所示：

n
 → 
p
 + 
e−
 + 
ν
e
從夸克的尺度來看，下夸克（
d
）經由放出一個W−玻色子而變成上夸克（
u
），使中子（一個上夸克和兩個下夸克）變成質子（兩個上夸克和一個下夸克）。放出的W−玻色子則衰變為一個電子和一個反電微中子。

d
 → 
u
 + 
e−
 + 
ν
e

### β+衰变
在β+衰变中，弱交互作用使得原子核内的一个質子转变成中子，同时放出一个正电子（
e+
）和一个電微中子（
ν
e），因此β+衰变也稱作“正電子發射”。衰變產生的子核之質量數（A）不變，但原子序（Z）會減少1個單位。其通式如下：
A
ZX
 → A
Z−1Y
 + 
e+
 + 
ν
e
β+衰變通常發生在擁有過量質子的不穩定原子核中。例如鈉-22衰變為氖-22的過程可以下式表示：
22
11Na
 → 22
10Ne
 + 
e+
 + 
ν
e
β+衰變可以視為原子核內的質子（
p
）衰變成中子（
n
），如下式所示：
p → n + 
e+
 + 
ν
e
然而，單獨的質子並不能發生β+衰變，因為中子的質量大於質子，需要能量才能進行轉變。只有當母核的原子質量較子核多出2個電子的靜止質量（2me，能量當量為1.022MeV）以上，也就是轉變能量大於1.022MeV時，母核才能夠進行β+衰變。
β+衰變的過程與β-衰變相反：上夸克（
u
）經由放出一個W+玻色子而變成下夸克（
d
），使質子（兩個上夸克和一個下夸克）變成中子（一個上夸克和兩個下夸克）。放出的W+玻色子則衰變為一個正電子和一個電微中子。

u
 → 
d
 + 
e+
 + 
ν
e

### 电子俘获β衰变
电子俘获是原子核內的一個質子捕獲一個內層軌道上的電子（使該質子轉變成中子）、並同時放出一個電微中子（
ν
e）的衰變過程。衰變產生的子核之質量數（A）不變，但原子序（Z）會減少1個單位。其通式如下：
A
ZX
 + 
e−
 → A
Z−1Y
 + 
ν
e
例如氪-81衰變為溴-81的過程可以下式表示：
81
36Kr
 + 
e−
 → 81
35Br
 + 
ν
e
能發生β+衰變的原子核也可能發生电子俘获。然而，如果母核與子核的能量差小於1.022MeV（2me之能量當量），將無法發生β+衰變，此時电子俘获為該富質子核種唯一能進行的衰變模式。

## 雙β衰變
雙β衰變，亦作ββ衰變，是一種特殊的β衰變，包含原子核內兩個核子單位的轉變。科學家很難對雙β衰變進行研究，因為該過程的半衰期極長，且只發生於特定的核素。對於那些理論上單β衰變和雙β衰變都可能發生的放射性核素，基本上不可能觀察到它們發生雙β衰變的過程。然而，有些核素雖然不發生單β衰變，卻有機會發生雙β衰變，科學家得以藉此觀測到該過程並測量半衰期。因此，雙β衰變的研究通常僅針對不發生單β衰變的核素進行。與單β衰變一樣，雙β衰變不會改變質量數，因此任何給定質量數的核素中都至少有一種對於單β衰變和雙β衰變皆是穩定的。
雙β衰變正常來說會放出兩個β粒子和兩個微中子，但現時有科學家猜想如果放射出的微中子是馬約拉納粒子（意思是反微中子和微中子實際上是同一種粒子），且至少一種微中子的質量非零（已由中微子振蕩實驗確立），則「無微中子雙β衰變」有可能發生。物理學者至今尚未能驗證此程序存在，推測半衰期下限至少長達1025年。

## 參閱
- β粒子
- α衰变
- γ衰变
- 射線電池
- 氚管，一種利用β衰變驅動的螢光燈。

## 連結
- The Live Chart of Nuclides - IAEA  with filter on decay type